# جامعة امبري ريدل للطيران
جامعة امبري ريدل للطيران (بالإنجليزية: Embry–Riddle Aeronautical University, Daytona Beach)‏ هي جامعة خاصة، تأسست عام 1926. تتخذ من مطار دايتونا بيتش الدولي الواقع في مدينة دايتونا بيتش في مقاطعة فوليزيا، في ولاية فلوريدا في الولايات المتحدة مقراً لها. تعد أفضل جامعة في العالم متخصصة في علوم الطيران، ويطلق عليها (هارفارد الطيران)، تقدم الجامعة درجة البكالوريوس والماجستير في علوم الطيران (طيار محترف) وهندسة الطيران والفضاء والمجالات الجوية والفضائية الأخرى.

## إحصائيات

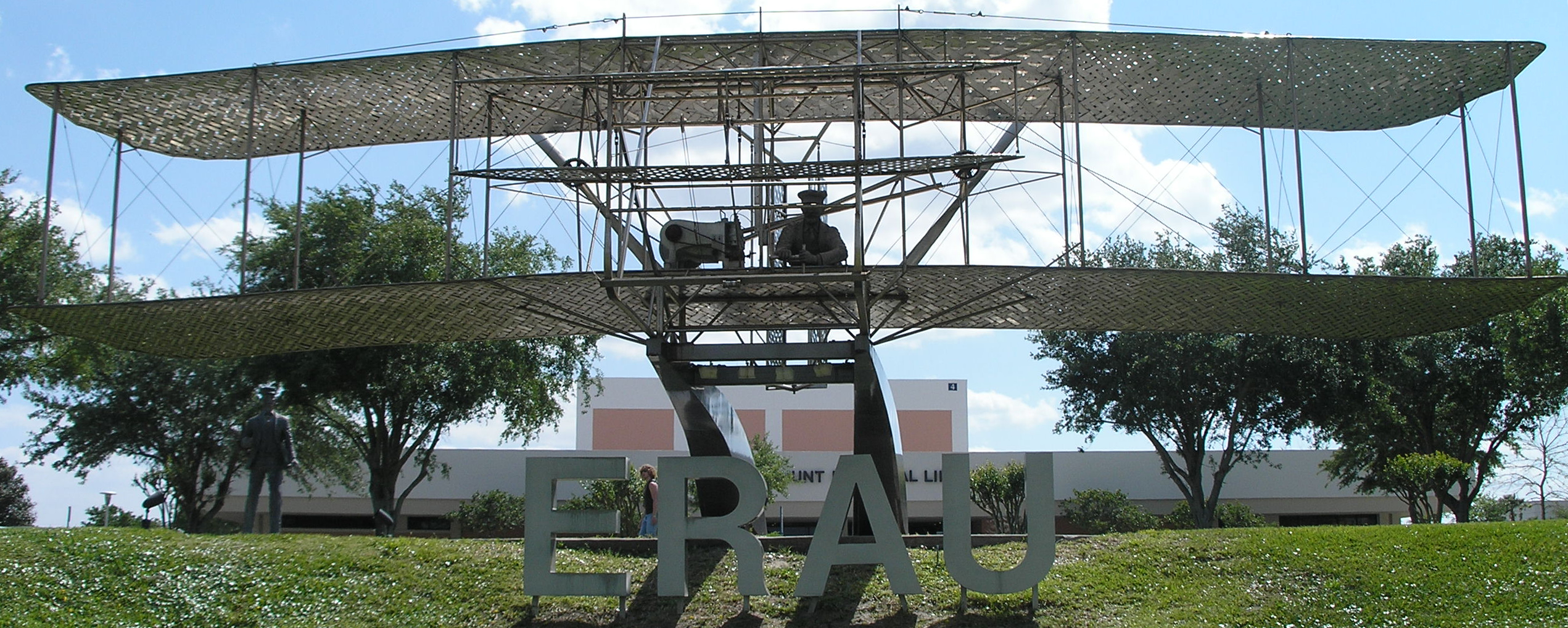
تمثال رايت فلاير في حرم الجامعة.

يبلغ عدد طلاب الجامعة 5,120 طالب.

## وصلات خارجية
الموقع الإلكتروني